# ارکواز
ارکواز (به کُردی: ئەرکەواز) مرکز شهرستان ملکشاهی در استان ایلام است.
ارکواز با ارتفاع ۱٬۳۲۰ متر، در ۴۹ کیلومتری شمال شرقی مهران، سرراه ایلام به میمه و ایلام به مهران، واقع است.

## نام‌گذاری
آنچه که امروزه به نام شهر ارکواز ملکشاهی نامیده می‌شود، مجموعه ای از نه محله جداگانه است که در مجاورت هم و در حاشیه مسیر اصلی در دره‌ها و تپه ماهورها به وجود آمده‌اند. بزرگ‌ترین محله و هسته اولیه شهر ارکواز ملکشاهی، قلعه دره است که از قدیمی‌ترین محلات این شهر است. در گذشته این شهر با اسم‌های ارکواز، ارکواز ملکشاهی، قلعه دره و قلعه درهٔ ملکشاهی نامیده شده بوده است. شهر ارکواز همچنین از ادغام ۷ روستا به نام‌های قلعه‌دره، ورکبود، خوشنام‌آباد، شهرک، بان باباخان، منصورآباد و داراب آباد پدید آمده است.

### گسترش شهر
شهر ارکواز در دامنه رشته کوه کبیرکوه قرار دارد و جایگاه بسیار مناسبی از لحاظ آب و هوایی و پوشش گیاهی دارد. در زمان سلطنت سلطان ملکشاه سلجوقی در این ناحیه ارگ نظامی برپا بوده است. ارگ (قلعه و بارو) + واز (وسیع). نخستین بار حاج فرامرز اسدی با بنای خانه در این مکان، حدود سال ۱۳۱۵ هجری قمری مطابق با ۱۲۷۶ هجری شمسی و نخستین مسجد - مسجد حاج فرامرز اسدی - بنای مسجد به سال ۱۳۳۲ هجری قمری مطابق با ۱۲۹۲ هجری شمسی که از قدیمی‌ترین مساجد استان ایلام محسوب می‌شود، محلی برای تجمع مردمان ایل ملکشاهی بنا نمود، و به تدریج سایر طایفه‌های ایل ملکشاهی در این مکان متمرکز گردیدند. با این احتساب ایل ملکشاهی از معدود ایل‌های ایران است که قبل از تخته قاپو کردن و اجبار عشایر توسط رضا شاه یکجانشین شده‌اند.

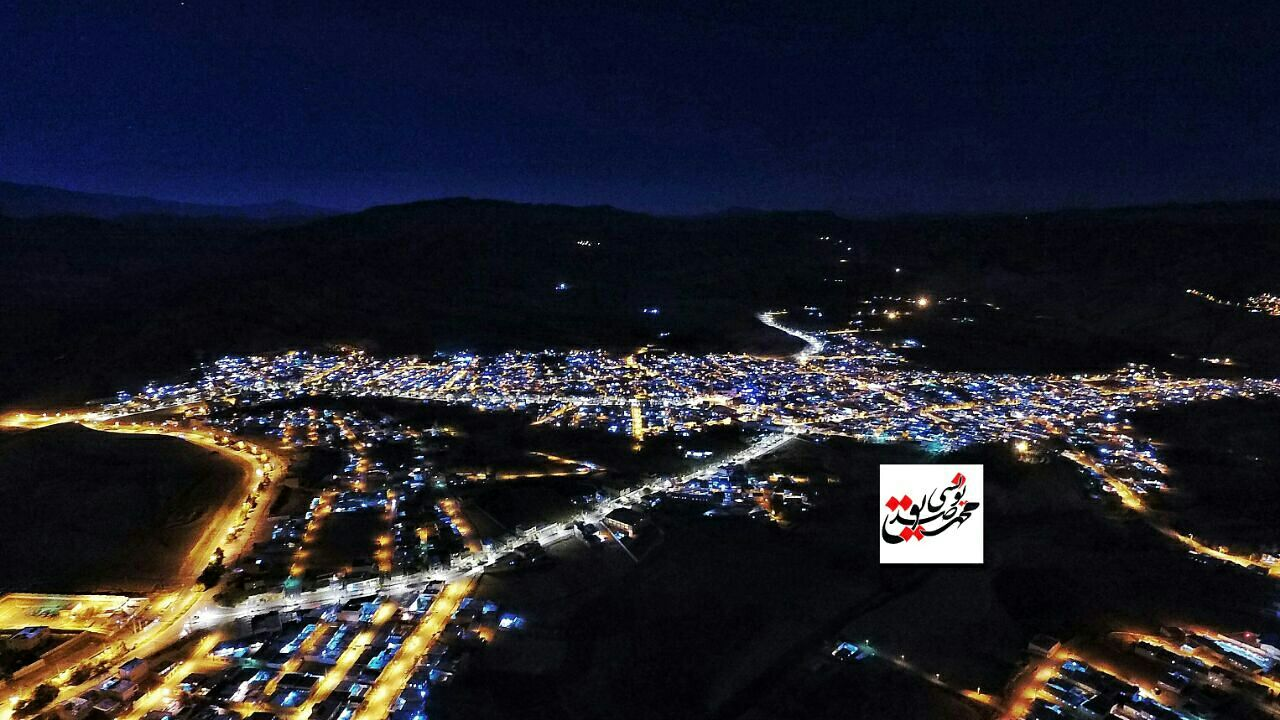
نمایی از شهر ارکواز ملکشاهی

## پیشینه
ایلات ملکشاه در اصل از نوادگان امیر کرد ملکشاه می‌باشند یکی از نوادگان ملکشاه یا ملکیش که امیر عالیجاه شه میر نام داشت دارای ۱۲ فرزند بود که ۳ نفر از آن‌ها بچه دار نشدند اما ۹ فرزند دیگر شه میر که به خاطر استفاده از گرزهای سنگین در جنگ‌هایشان و به خصوص نبرد با متجاوزان امپراتوری عثمانی با دیگر طوایف به گرزینوند (گرزدین وند) مشهورند اصالت ملکشاهی دارند که شامل‌طوایف خمیس، روسگه، نقی، شکربگ، خداداد، کاظم بگ، حسین بگ، ملگه و شیه وردی (شاهوردی) هستند و دیگر طوایف که به هوردکو مشهورند. تمامی طوایف شهرستان ملکشاهی دارای شیر مردان بزرگ و شاخصی بوده‌اند که تا ابد در یاد مردم، زنده هستند. از بزرگان این ایل می‌توان به عالیجاه افتخار الحاج توشمال فرامرز اسدی از مشاهیر استان ایلام، ریاست ایل ملکشاهی و اولین فرماندار ملکشاهی، پهلوان موسی خمیس و ملگه پهلوانان ایران زمین در دربار فتحعلی شاه قاجار و سرداران سپاه شاهزاده محمد علی میرزا دولتشاه در نبرد با امپراتوری عثمانی و شاه محمد یاری رهبر قیام مردم ایلام در عصر رضا شاه اشاره نمود. توشمال حاج فرامرز اسدی در سال ۱۳۲۰ و بعد از جنگ جهانی دوم که کشور ما تحت تسلط بیگانگان بود از سوی دولت مرکزی به عنوان رئیس‌العشایر و حاکم کل پشتکوه منصوب شد. در این زمان منطقه پشتکوه و استان ایلام که قسمتی از استان کرمانشاهان بود از امن‌ترین مناطق کشور محسوب می‌شد و حاج فرامرز در کل استان حکمیت داشتند. از دیگر بزرگان این ایل می‌توان از توشمال نامدار، توشمال شهباز، توشمال صحبت، حسن خان ملکشاهی اولین نماینده مردم استان قبل از انقلاب، موسی اسدی اولین رئیس فرهنگ ملکشاهی، کدخدا دارابگ اکبری از طایفه رسولوند، کدخدا قنبربگ از طایفه کاظم بگ، حاج عباس عزیزیان، شیرخان تاب از طایفه خمیس، کدخدا دارابگ فاضلی از طایفه روسگه، کدخدا ولد بگ از طایفه کاظم بگ، توشمال مامگه و توشمال عبدالحسین حاجی زاده از طایفه خیرشه گچی، کدخدا میرزا حسین سلیمانی از طایفه کوکی گچی، سهیل بگ کدخدای طایفه شیره میر، عزیز الحاج نماینده دولت عراق در سازمان بین‌المللی یونسکو از طایفه قیطول قیطاس، میرزا محمد تقی قیطاسی، محمد علی و عبد از طایفه شکر بگ، کدخدا منصوربگ از طایفه جمعه، کدخدا قیسی رحیمی، کدخدا کرم از طایفه خلیل وند، میر بهرام از طایفه خرزینوند، محمد علی لت ور، توشمال کاظم، توشمال محمد علی خان خمیس، توشمال کریم خان، محمد کریم از طایفه حسین بگ، کدخدا موخان از دو قرصه، کدخدا علی خان از طایفه خلف گچی، داراخان داراخانی و علی پاشا داراخانی، حاج شیرمحمد از طایفه باباهای پیر محمد اشاره کرد.
یکی از بزرگ مردان شهرستان شاه محمد یاری بوده است. او مورد اعتماد مردم ملکشاهی بوده و توانست مقابل رضاخان پهلوی قد علم کند. عبارت -هورده کو - در ادبیات کردی - به معنی کم جمعیت یا به چیزی کم حجم گفته می‌شود که به طوایف کم جمعیت گفته می‌شود و به طوایف خاصی گفته نمی‌شود.

## موقعیت جغرافیایی
شهر ارکواز از شمال و شمال شرقی و مشرق به دامنه کبیر کوه از جنوب و جنوب شرقی به کوه بیوره و از جنوب غربی به کوه کلک محدود می‌شود منظره شهر به صورت دره وسیع سرسبز با پستی و بلندی‌های است که ساختمان‌ها و محلات آن بین فضای سبز و در دامنه‌ها و کنار جویبارها بین رشته کوه‌های یادشده جلب توجه می‌کند کبیر کوه باارتفاع نسبتاً بیشتر از دورشته کوه دیگر باخط الراس شکسته و خشن، جبهه شمالی شهر رامی پوشاند و دامنه طبیعی آن پوشیده از بوته‌های خار و رُستنی‌ها با شیب گاهی تند و گاه آرام به طرف شهر کشیده شده است. در منتهی‌الیه این دامنه سرانجام شهر ارکواز نمایان می‌شود که در شرق و غرب نیز با کوهپایه‌های کوتاهتر احاطه شده است. ارکواز ملکشاهی در میان دو رشته ارتفاعات کبیرکوه و چهارزبر قرار گرفته و قبلاً یکی از غنی‌ترین زیستگاه‌های وحش بوده و مراتعی پربار داشته است بر همین مبنا شکار در میان جوانان فراگیر بوده و بعداً پرورش دام‌ها جایگزین آن گردیده است، بنابراین کارد (بگده) و سلاح گرم عموماً یک وسیله لازم محسوب می‌شوند که هنوز هم در میان ایل از احترام خاصی برخوردار بوده و هستند.
شهر ارکواز ملکشاهی درقسمت جنوب شرقی شهرستان ایلام واقع و با وسعتی بالغ بر۲۸۴ هکتار و آب وهوای مطبوع کوهستانی است.

### رودخانه‌ها
ارکواز دو رودخانه فصلی دارد. رودخانه پیرمحمد (گاوی) که از کبیر کوه سرچشمه می‌گیرد و از میان شهر می‌گذرد. رودخانه پالشک آب نیز از جنوب شهر عبور می‌کند. نام تنگ به عنوان يكی از زيباترين رودخانه های ملكشاهی و استان ايلام منشا آبادانی ، سبزينه و زيبايی شهر اركواز ملكشاهی بود.
چندين رشته آب كه از ارتفاعات كور (کبیرکوه) سرچشمه می گيرد با تجميع در بستری واحد به نام رودخانه نام تنگ راه خود را از پايين دست شهر اركواز به سوی رودخانه گاوی مهران و بعد از آن عراق گشوده است.

### آب و هوا
آب و هوای شهر ارکواز ملکشاهی معتدل نیمه مرطوب (اقلیم مدیترانه‌ای) که دارای زمستانی ملایم و مرطوب و تابستانی نه چندان گرم ولی خشک است. متوسط میزان بارندگی شهر ارکواز همچون شهر ایلام در سال، حدود ۵۰۰ میلی‌متر است.

## مردم
مردم این شهر از قوم کرد هستند.
زبان
زبان مردم ملکشاهی کُردیو لهجه ملکشاهی است که به علت عدم استفاده از لغات بیگانه همچنان این زبان اصیل و پایدار باقی‌مانده است. زبان مردم ملکشاهی زیر شاخه‌ای از کردی جنوبی می‌باشد. در بسیاری از واژه‌های این گویش می‌توان اثری از گویش پهلوی اشکانی و پهلوی ساسانی مشاهده نمود. علیرضا اسدی در کتاب خود چنین می‌آورد: «از مقایسهٔ واژگان ایرانی میانه (پهلوی اشکانی و پهلوی ساسانی) با واژگان کردی ایلامی (ملکشاهی) به این نتیجه می‌توان رسید که بسیاری از واژگان پهلوی اشکانی و ساسانی با این واژگان کردی هم ریشه‌اند. این هم آوایی در بسیاری از افعال، مفاهیم سیاسی، دینی، اجتماعی، مشاغل، اسامی خاص، اسامی عام و حتی اصطلاحات عامیانه دیده می‌شود»

### قومیت
ایل ملکشاهی به دو قسمت چمزی و گچی تقسیم‌بندی می‌شود و هرکدام دارای چندین طایفه است.
ملکشاهی چمزی: ۱- خمیس ۲- روسگه (رستم بگ) ۳- نظربگ (نقی) ۴- کاظم بگ ۵- خداداد ۶- ملگه ۷- شکربگ ۸- حسین بگ ۹- شیه وردی (شاهوردی) ۱۰- کلگه ۱۱-خرزینوند ۱۲- قیطولی ۱۳- گلان ۱۴- کله وند ۱۵- کینیانه ۱۶- خلیل وند ۱۷- کناری وند ۱۸- گراوندی ۱۹- سرایلوند ۲۰- شهره میر (شیره میر) ۲۱- کل کل ۲۲- باباهای پیرمحمد ۲۳- کوگر ۲۴- سیه گه ۲۵- جمعه ۲۶- حمانه و کول
ملکشاهی گچی: ۲۷- رسولوند ۲۸- باولگ ۲۹- خیرشه ۳۰- کوکی ۳۱- دوقرصه ۳۲- قیطول و حلاج ۳۳- خلف مهر ۳۴- قطره سیه ۳۵-سیرانه

### مذهب
دین مردم ملکشاهی اسلام و مذهب آنان شیعه اثنی عشری است.

## فرهنگ
ایرج افشار سیستانی خصلت‌های آنان را اینچنین بیان کرده است: "مردم ایل ملکشاهی صادق، ساده، متدین، سلحشور، باگذشت و مهمان نوازند و در عین حال تندخو، کم حوصله و جنگاورند.
حس وطن دوستی مردم ملکشاهی برای همه و مخصوصاً مردمان استان ایلام شناخته شده است. نمونه‌ای از حس وطن دوستی مردم ملکشاهی صحنه‌های جاودانه و به یاد ماندنی جنگ تحمیلی است که مردمان این خطه با سلاح هایی که اغلب نیمه خودکار بودند همراه با جوانان دیگر ایلات استان همچون خزل ارکوازی، شوهان، دهبالایی و… توانستند در برابر ارتش تا بن دندان مسلح دشمن بعثی صف آرایی و آنان را شکست داده و از سرزمین خود دفاع کنند
دشمن پس از آگاهی از قدرت آنان توسط جنگنده بمب افکن‌های خود شهر ارکواز ملکشاهی و… را آماج بمب و راکت قرار داد.
| موسای دڵاوه‌ر دیاری وه خاتِر    |  | په‌ڵه‌وانی بۊ ده ده‌رگای قاجر    |
| په‌ڵه‌وان ده‌ربار شاهه‌نشای قاجار |  | چِنگ خسه‌ڵ گیانێ هه جوور که‌فتار |
| په‌ڵه‌وان موسی وه زیه‌م و زیخاو  |  | کوتایێ زه‌مین کردێ سه‌د تیکاو   |
| په‌ڵه‌وان ده‌ربار شاهه‌نشای قاجار |  | بۊ وه سه‌ردار ده سپاه قاجار    |
| یه‌ڵ گورزدین وه‌ند رسته‌م سانی   |  | کرد وه خوڵه‌کو سپاه ئوسمانی    |

نمونه اشعاری که در گذشته راجع به قیام شاه‌محمد یاری از طایفه نقی که به مخالفت با رضاخان پهلوی برخاست در عصر رضاشاه سروده شده در زیر می‌آید:
شامه‌حمه‌د چۊ شێر ده فێر فه‌ت بۊ  هه‌زار نیروی ئاماده خه‌ت بۊ
کی چۊ شامگه ده تاریخ نام برد؟  ده سپای میرپنج له شکر که شی کرد؟
شامگهٔ نه‌قی ده‌و ده‌سه شێره‌یل  هه‌یف تا سه‌ر نه‌ما ده‌ور ده‌لیره‌یل
ده‌ور ده‌لیره‌یل هه‌یف نه‌ما تا سه‌ر  شامگه نه‌قی ده ته‌خت مه‌مبه‌ر
شاهی شامگه چۊ نادر ئه‌فشار  سه‌فته ده تاریخ سه‌د ده‌ور روژگار
شاعر معاصر لرستانی غلامعباس ریاحی اشعاری را در مدح ایل بزرگ ملکشاهی به چاپ رسانده است:
کنون خوانمت من زایلی دلیر  که دارم ملک شاهی اش نام ویر
دلیر و نژاده به ایران زمین  نشیمن به سنندج، ایلام، عراقش چنین
همه گُرد و رزمی، دلیر، با نژاد  چنین مردمی کم ندارم به یاد
کنون گویم از بخش‌بندی به ایل  که دشمن کشیدند، همه‌شان به میل
نخست طایفه آید و پس بنه مال و مال  سرانی که به تاریخ ندارند هَمال
بزرگی که ایلش کند فرّهی  که حاجی فرامرز و کنیه اش بود اسدی
طوایف که خوانم من از نام آن  همه مهربان؛ سربلند در جهان
خَمیس و رسول وند، نقی و گُلان  در آنجا فراوان بود پهلوان
خلیل وند و روسگه، خلف مهر شاد  که میهمان نوازند و بر دوست یاد
دوبگ دارد آن قوم در این دو بین  یکی کاظم و آن دگر هم حسین
زقیطول و کَلوند و باولگ گُرد  زچه؛ کس چو نامی از اینها نبرد؟
سپس کل کل و قطره سیه آیدش  بلندی ایران زآن بایدش
چو کوکی و خیرشه برم نامشان  خداوند، جانم نگهدارشان
شکربگ، سپس هم علی را نظر  که بودند همه در پی صد خطر
دو قرصه، کناری وند دل پاک و جان  همه گفتمی از دلیر مردمان

### آداب و رسوم
هوره:
نوعی آواز بلند است که می‌توان آن را تراژدی نامید که نمودار خواندن و بازگو کردن واقعهٔ جدی از وقایع تاریخی است و انسان را سخت متأثر می‌کند. کردها در گذشته در هنگام جنگ با بیگانگان این نوع آواز را می‌خواندند و به هیجان می‌آمدند.
این شهرستان در زمان جنگ با دادن بیش از سیصد شهید، برگ دیگری در تاریخ خود رقم زده است.
چمری:
از منسجم‌ترین و ماندگارترین رسوم عزاداری مردم ملکشاهی مراسم چمر است که معمولاً برای افراد سرشناس و بزرگان انجام می‌گیرد و غالباً در این مراسم از عموم ایلات و طوایف استان دعوت می‌شود و گروه‌هایی از شعرا در مدح بزرگان و خصایص نیک متوفی اشعاری بر زبان می‌رانند و برخی دیگر هم این اشعار را همخوانی می‌کنند.
زنان در یک گروه و شانه به شانه دز حالی‌که پارچه سیاه بلندی به طول ده‌ها متر در مقابل گرفته‌اند و مردان هم در حالی‌که علم‌هایی که بر روی آن‌ها اسامی امامان و معصومین نگاشته شده و پس از مدتی آن را به شخص دیگری می‌رسانند دایرهٔ میدان چمر را تشکیل می‌دهند.
در قسمتی از محل این مراسم تفنگ، دوربین، وسایل شکار و… شخص متوفی بر روی مادیان زیبایی که با پارچه‌های رنگارنگ تزئین شده قرار می‌دهند.
رقص :
رقص کردی (ئه‌لپه‌رگه) که در میان مردم این منطقه رایج است از روزگاران قدیم وجود داشته است. رقص در این خطه دارای اقسام متفاوتی است که برخی از آن‌ها منسوخ شده‌اند. برخی از رقص‌های مرسوم عبارتند از:
چه پی، فه تای، قلای، پشت پا، دوجار الپر، ژنانه و… که از این میان «فه تای» دارای حرکاتی سریع و زیباتر است و جوانان به آن علاقه‌مند هستند.
هم چنین مردان ایل در بافتن جامه و پای پوش هنرمند بوده‌اند.

### مساجد
- مسجد حاج فرامرز اسدی از قدیمی‌ترین مساجد استان ایلام که در سال ۱۳۳۲ هجری قمری برابر با سال ۱۲۹۲ هجری شمسی به فرمان عالیجاه توشمال حاج فرامرز اسدی ساخته شده است.
- حسینیه مجیدیان
- مسجد جامع
- حسینیه صاحب الزمان
- حسینیه سید الشهدا
- مسجد امیرالمؤمنین
- حسینیه گلان
- حسینیه سراب قیطول
- حسینیه باب‌الحوائج
- حسینیه حسین بگ
- حسینیه سیدالشهدا پشتکوه
- حسینیه امام حسن مجتبی داراب آباد
- حسینیه امام خمینی داراب آباد
- حسینیه سیدالشهداء بان باباخان
- حسینیه سیدالشهداء خداداد
- حسینیه صاحب الزمان بان بابا خان
- مسجد قله جوق
- حسینیه قلعه جوق
- مسجد امام صادق قلعه جوق
- حسینیه سیدالشهداء دلگشا
- حسینیه خسروی دلگشا
- مسجد رسول‌الله دلگشا[۴۴]

### کتابخانه
- کتابخانه عمومی باقرالعلوم[۴۵]
- کتابخانه عمومی اندیشه[۴۶][۴۷]

## مکان‌های تفریحی

### آرامگاه سید محمد عابد
آرامگاه سید محمد عابد (گنبد پیرمحمد) یکی از برادران امام رضا (ع) که به همراه شاهچراغ برای دیدار با امام رضا (ع) رفته بودند، پس از سرکوب و به شهادت رساندن شاهچراغ، ایشان به همراه چند تن از یاران برای فرار از قتل توسط مزدوران مأمون، به این نقطه آمدند و تا آخرین لحظات عمر مبارک خود در این مکان زندگی کردند. این آرامگاه در ۲۸ کیلومتری شهر ارکواز ملکشاهی در مسیر ملکشاهی به مهران واقع است. سبک بنای آن مربوط به دورهٔ صفویه است.

### بقعه سید محمد ابوچماقین (پیرکتک)
در سی کیلومتری شهر ارکواز و در دره حاصلخیز و پرآب درگز، آرامگاه سید محمد ابو چماقین ملقب به پیر کتک قرار دارد که زیارتگاه مردم ایل ملکشاهی است. وجود چشمهٔ آب شیرین و رودخانه‌ای بسیار زیبا در قسمت شمالی آرامگاه بر زیبایی این مکان افزوده است.

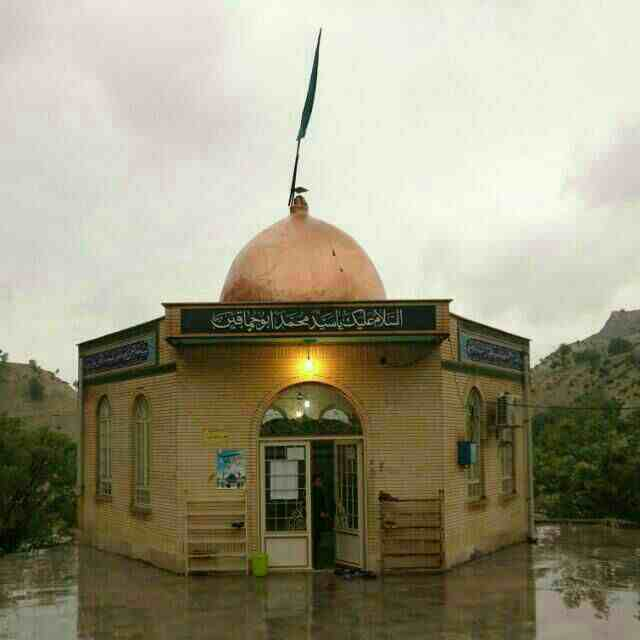
امامزاده ابوچماقین

### کوشک قیَنفَر
مشرف بر دره‌ای صعب العبور در سینه کوه پشمین یک چهار اتاقی وجود دارد که به آن کوشک قینفر می‌گویند. چون آثار آن هنوز موجود است، به خوبی نمایانگر یک آتشکده از دوره ساسانیان است.
آتشکده دارای چهار اتاق است و در قسمت بالا، طاقچه‌هایی دارد که جای چند تا از آن‌ها مشخص است. با توجه به استراتژیکی بودن این منطقه، وجود آتشکده، درختان و چشمهٔ آب گوارا و دلنشین بودن منطقه احتمالاً جایگاه افراد طبقه بالای جامعه ساسانی بوده است.

### قلعه جوق
قلعه باستانی قله جوق مشرف بر سرزمینی نسبتاً هموار است و در چهار کیلومتری غرب شهر ارکواز ملکشاهی بر فراز تپه بلندی بنا شده است. در قسمت جنوبی قلعه، سه اتاقک وجود دارد که مساحت آن‌ها مجموعاً ۲/۲۹ متر مربع می‌باشد و از سنگ و گچ ساخته شده است. در قسمت فوقانی آن‌ها آثار دو اتاق مشاهده می‌شود که مجموعاً ۹۲ متر مربع است. بنای ساختمانی این دو اتاق در مقایسه با سه اتاقک جنوبی از بین رفته و فقط چندین قطعه سنگ کوچک و گچ در بعضی قسمت‌های تحتانی آن دیده می‌شود. اتاق‌های قلعه از گچ ساخته شده است. این گچ به احتمال زیاد از سه کیلومتری شهر ارکواز به این مکان آورده شده است. این قلعه، مربوط به دورهٔ حکومت سلجوقیان می‌باشد.

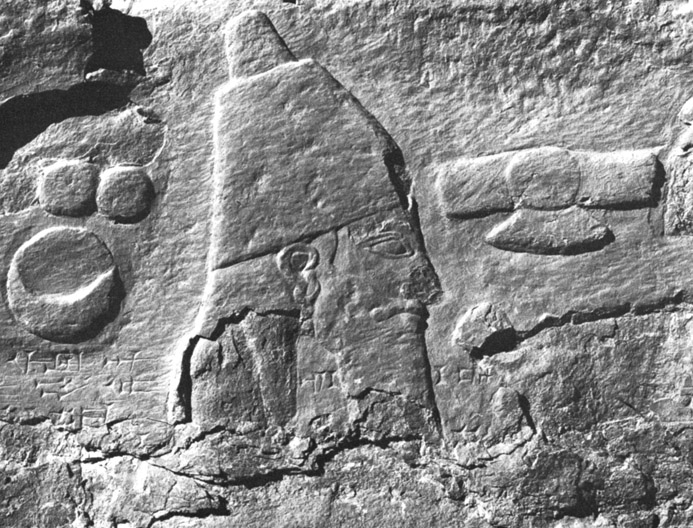
نقش برجسته گل گل ملکشاهی

### نقش‌برجسته گُل گُل ملکشاهی
در سیصد متری روستای گل گل ملکشاهی و در ۸ کیلومتری شهر ارکواز و سر چشمه رودخانه‌ای به همین نام نیز کتیبه‌ای به خط میخی آشوری وجود دارد که مربوط به هزاره اول قبل از میلاد می‌باشد. در قسمت بالای این کتیبه که در فاصلهٔ ۳ متری از سطح زمین بر روی تخته سنگی حجاری شده تصویر صورت مردی با ریش بلند که به جانب شمال شرق منطقه می‌نگرد و چند ستاره در مقابل پیشانی و کلاهش واقع شده است قرار دارد که عموماً اعتقاد بر این است که تصویری از آشور بانی پال یا سناخریب می‌باشد که تمدن ایلام را مورد یورش وسیع قرار داد و فتح کرد؛ زیرا هر حمله‌ای که مستبدین بین‌النهرین و به خصوص آشور علیه تمدن ایلام طرح می‌کردند لزوماً از مسیر ورهشی (استان ایلام کنونی) می‌گذشت.
نقش برجسته گل گل ملکشاهی مربوط به تمدن باستانی آشور است و در استان ایلام، کنار رودخانه گل گل ملکشاهی واقع شده و این اثر در تاریخ ۶ دی ۱۳۵۵ با شمارهٔ ثبت ۱۴۱۸ به‌عنوان یکی از آثار ملی ایران به ثبت رسیده است.

### آبشار اما
آبشار اما در ۱۵ کیلومتری شهر ملکشاهی.

سند رسمی توشمال حاج فرامرز اسدی به تاریخ ۱۳۲۰ هجری قمری مطابق با ۱۲۸۱ خورشیدی که در آن از شهر ارکواز نام برده شده است.

سند رسمی توشمال حاج فرامرز اسدی فرزند توشمال اسد به تاریخ ۱۳۴۴ هجری قمری مطابق با ۱۳۰۴ خورشیدی که در آن از شهر ارکواز نام برده شده است.